# Dieppe (Francja)
Dieppe (wymowaⓘ [djɛp]; norm. Dgieppe) – miasto i gmina w północnej Francji, w regionie Normandia, w departamencie Sekwana Nadmorska.
Według danych na rok 2010 gminę zamieszkiwało 32 966 osób, a gęstość zaludnienia wynosiła 2825 osób/km² (wśród 1421 gmin Górnej Normandii Dieppe plasuje się na 4. miejscu pod względem liczby ludności, natomiast pod względem powierzchni na miejscu 262.).
Dieppe jest portem na wybrzeżu francuskim nad kanałem La Manche w Normandii. Podczas II wojny światowej miejsce próbnego lądowania aliantów na kontynencie europejskim (Operacja Jubilee). Zostało ono przeprowadzone 19 sierpnia 1942; brało w nim udział 5 tys. żołnierzy kanadyjskich, 1 tys. komandosów brytyjskich i 50 amerykańskich. Akcja zakończyła się niepowodzeniem; atakujący ponieśli duże straty i jedynie częściowo zdołali się wycofać. Doświadczenia uzyskane w Dieppe wykorzystano w toku przygotowań do inwazji na Francję w 1944.

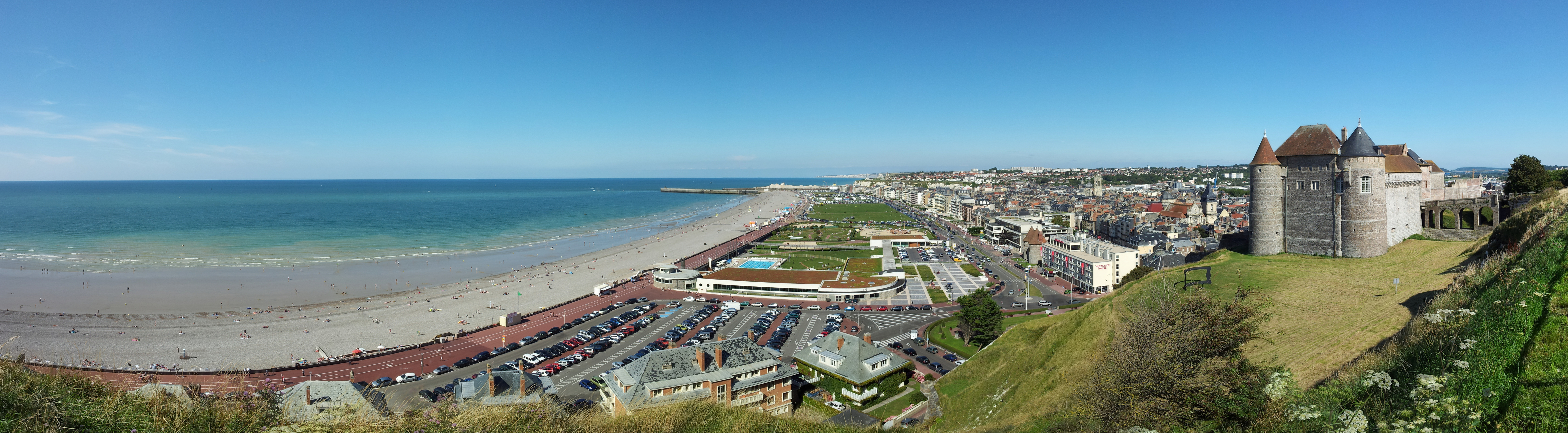
Dieppe

## Znane osoby urodzone w Dieppe
- Jehan Ango, żeglarz (1480–1551)
- Adrien de Pauger, inżynier i architekt
- Pierre Desceliers, kartograf w Arques-la-Bataille ok. 1500
- Louis de Broglie, fizyk
- Emmanuel Petit, piłkarz francuski
- Valérie Lemercier, aktorka

## Współpraca
- Brighton, Wielka Brytania
- Dieppe, Kanada